# نوویه زوری
نوویه زوری (به لاتین: Novye Zori) یک منطقهٔ مسکونی در روسیه است که در سرزمین آلتای واقع شده‌است.